# 納西緬托湖 (加利福尼亞州)
納西緬托湖（英語：Lake Nacimiento）是位於美國加利福尼亞州聖路易斯-奧比斯保縣的一個人口普查指定地區。

## 地理
納西緬托湖的座標為35°44′15″N 120°52′53″W / 35.73750°N 120.88139°W，而該地最高點為海拔高度300米（即984英尺）。

## 人口
根據2010年美國人口普查的數據，納西緬托湖的面積為26.654平方千米，當中陸地面積為26.593平方千米，而水域面積為0.061平方千米。當地共有人口2411人，而人口密度為每平方千米90人。